# Bidens schaffneri
Bidens schaffneri là một loài thực vật có hoa trong họ Cúc. Loài này được (A.Gray) Sherff mô tả khoa học đầu tiên năm 1913.